# Paolo Rondelli
Paolo Rondelli (ur. 17 czerwca 1963 w San Marino) – sanmaryński polityk i dyplomata.  Od 1 kwietnia do 1 października 2022 kapitan regent San Marino.

## Życiorys
W 1990 ukończył studia w obszarze technologii chemicznej i inżynierii procesowej na Uniwersytecie Bolońskim. Ukończył tam także studia historyczne oraz podyplomowe studia z inzynierii środowiska.
W latach 2007–2016 ambasador San Marino w Stanach Zjednoczonych. W latach 2007–2016 stały przedstawiciel San Marino przy UNESCO. Od grudnia 2019 deputowany do Wielkiej Rady Generalnej. Od 1 kwietnia do 1 października 2022 pełnił funkcję kapitana regenta, wraz z Oscarem Mina.

## Życie prywatne
Jest zdeklarowanym gejem, co czyni go pierwszą w historii jawną osobą LGBT na stanowisku głowy państwa

## Odznaczenia
- Komandor Orderu pro Merito Melitensi (Zakon Maltański, 2000)[4]
- Kawaler Orderu Zasługi Republiki Włoskiej (Włochy, 2006)[4]
- Kawaler Orderu Palm Akademickich (Francja, 2007)[4]
- Order Czarnogórskiej Wielkiej Gwiazdy (Czarnogóra, 2022)[6]